# Lista de histórias de Gail Simone e John Byrne em Action Comics
A seguir se apresenta a lista de histórias de Gail Simone e John Byrne em Action Comics. A passagem de Gail Simone pelos roteiros da revista foi alvo de atenção pela participação de Byrne, ainda que somente como desenhista, pois ele estava há anos afastado do personagem. Anos antes, entre 1986 e 1988, o escritor britânico naturalizado americano realizou significativas contribuições à história do Superman. Nesse curto período de tempo ele escreveu, desenhou e/ou colaborou de alguma outra forma com mais de 50 histórias diferentes envolvendo o personagem, incluindo a representativa minissérie The Man of Steel. Byrne e os profissionais que o acompanharam estabeleceram uma série de conceitos que continuariam a ser adotados nos anos seguintes, tanto nos quadrinhos quanto nas adaptações das histórias do personagem para outras mídias.
Em 2005, fora anunciado que ele voltaria a trabalhar na revista Action Comics, que ele havia escrito e desenhado previamente entre 1986 e 1987, ao lado da roteirista Gail Simone, e a parceria atraiu a atenção do público — as três primeiras edições tiveram suas tiragens esgotadas. A arte-final das histórias foi feita por Nelson deCastro, e posteriormente seria revelado que ele havia alterado significativamente o lápis original de Byrne, algo que teria incomodado o desenhista.

## Antecedentes e contexto

### Os trabalhos anteriores de Byrne com Superman e sua influência
Entre junho e agosto de 1986 a publicação de Action Comics foi suspensa pela primeira vez em sua história: naquele período o único título protagonizado por Superman a ser publicado pela DC Comics seria a minissérie The Man of Steel, escrita e desenhada por John Byrne. Byrne fora contratado pela editora para reformular o personagem, criando inclusive uma uma nova origem após o evento "Crise nas Infinitas Terras" e seria a partir de The Man of Steel que seriam contadas as novas histórias do personagem, estabelecendo um novo cânone, que desconsiderava todas as histórias produzidas até então. A numeração da revista, entretanto, seguiu a mesma: Quando sua publicação foi retomada em janeiro de 1987, foi a partir da edição 584, e não a partir de um novo número 1.
Após Action Comics atingir a histórica marca de 600 edições publicadas, Byrne deixaria o cargo de roteirista e desenhista e a DC Comics tentaria, a partir daquele ano, retomar o formato de antologia, publicando a revista numa periodicidade semanal com diferentes histórias curtas toda semana. A mudança duraria apenas até o ano seguinte, e compreenderia as edições 601 à #642, mas quanto retornou ao formato normal, Byrne já havia abandonado os roteiros das revistas do personagem, insatisfeito com uma suposta "falta de apoio" da editora às modificações que havia imposto ao personagem.
Byrne foi sucedido por Roger Stern e seu trabalho  continuaria influenciado as histórias do personagem mais de uma década após ele abandoná-lo. Dentre os escritores que o sucederam na década de 1990, estiveram Stuart Immonen e Joe Kelly. Kelly permaneceria em Action Comics até 2004, cumprindo com um objetivo em suas histórias: "evoluir as bases estabelecidas por John Byrne e seus seguidores para conseguir um Super-Homem mais humano — consequência de sua criação por Jonathan e Martha Kent — ao mesmo tempo em que resgatariam a magia e a grandeza perdida da Era de Prata dos super-heróis".

### Clark Kent é demovido e Austen escreveAusten Comics
Kelly foi sucedido por Chuck Austen, numa curta e controversa passagem pela revista em 2004. Enquanto Greg Rucka abordaria em Adventures of Superman o trabalho de Clark Kent como jornalista, após ser rebaixado no Planeta Diário e passar a trabalhar numa nova redação, cobrindo o plantão policial, Austen se dedicaria principalmente a mostrar Superman, mas de forma mais "realista", parte da nova filosofia da editora para as histórias do personagem. As histórias abordaram principalmente "dois grandes desafios: um físico e outro emocional", segundo o próprio Austen. No campo emocional, estava a presença de Lana Lang, que havia se divorciado e se reaproximava de Clark, e no campo físico, a presença de novos inimigos para o personagem.

## Histórico de produção e publicação
| |  |  |
| John Byrne retornou a Action Comics, apenas como desenhista, em 2005, para trabalhar ao lado de Gail Simone em 9 edições da revista. |  |  |

Byrne e Gail trabalharam juntos em 8 edições — Action Comics #827-831 e 833-835 — incluindo duas histórias relacionadas aos eventos antecendo Crise Infinita. A primeira foi publicadas em julho de 2005 na edição 829, e fez de um arco de história que foi publicado nas demais revistas do personagem no mesmo mês.
A segunda trama, relacionada à minissérie Vilões Unidos, também escrita por Simone, foi publicada nas edições 830 e 831, em agosto e setembro do mesmo ano e fez parte do propósito da escritora de retratar Superman lutando contra vilões diferentes em suas histórias.
Uma terceira trama relacionada aos eventos de Crise Infinita seria publicadas em Action Comics #832, em outubro. Embora tenha sido desenhada por Byrne, esta edição contou com roteiros de Dan Abnett e Andy Lanning e apresentou um confronto com o vilão Satanus e "o Espectro" — a entidade , à época, estava sendo dominada pelo vilão Eclipso na minissérie Dia de Vingança.
As histórias produzidas por Simone e Byrne eram intencionalmente curtas, se estendendo por no máximo duas edições, e eram simples, sendo mais acessíveis aos novos leitores. Simone escrevia cada edição pensando que poderia ser a primeira história de Superman que o leitor teria acesso. A penúltima trama de Simone e Byrne, por exemplo, foi um confronto entre Superman e a Rainha de Fábulas, publicado em duas partes nas edições 833 e 834.  Embora curta, a passagem foi bem-recebida pela crítica e pelo público, continuadamente tendo a tiragem de suas edições esgotada.

### Sacríficioe a minissérie "Projeto OMAC"

Action Comics #829 (2005): A segunda parte do arco de história Sacrifice.

A primeira trama ligada à Crise Infinita foi publicada Action Comics #829, e foi a única imposição editorial: Simone e Byrne tiveram que adequar seus planos à trama de Sacrifice, ligada a Projeto OMAC, criando uma situação que Simone definiria como "desconfortável, mas inevitável". A trama foi publicada em quatro partes, durante o mês de julho de 2005, nas revistas Superman #219, Action Comics #829, Adventures of Superman #642 e Wonder Woman #219, e é relacionada aos eventos retratados na minissérie O Projeto OMAC, escrita por Greg Rucka.
Rucka escreveu as duas últimas partes, cujos eventos se situam pouco antes da trama apresentada na quarta edição da minissérie também escrita por ele. A segunda parte, publicada em Action Comics, foi escrita por Gail Simone sob a coordenação de Rucka, e foi a terceira edição escrita por ela e ilustrada por John Byrne. Em Sacrifice, Superman é dominado por Maxwell Lord e é levado a atacar Batman e a Mulher-Maravilha, acreditando que seriam na verdade super-vilões. A trama foi um sucesso de vendas, com todas as revistas tendo recebido novas tiragens após esgotarem.
O confronto entre o dominado Superman e Mulher-Maravilha e, posteriormente, entre a Mulher-Maravilha e Maxwell Lord são comumente citados como alguns dos eventos mais significativos da história que veio a continuar nas edições do mês seguinte de Wonder Woman e Adventures of Superman e em The OMAC Project #4. A trama de Projeto OMAC fazia parte da "Contagem Regressiva para a Crise Infinita" e era dividida por Sacrifice: as três primeiras edições mostravam Batman e a Mulher-Maravilha realizando investigações diferentes: enquanto Batman acompanhava a organização Xeque-Mate e a agente infiltrada Sasha Bordeaux, a Mulher-Maravilha se juntou ao Gladiador Dourado com a intenção de descobrir o paradeiro do Besouro Azul, que havia desaparecido.
Assim como Dia de Vingança tinha o propósito de abordar o lado "místico" do Universo DC, Projeto OMAC se dedicou aos temas políticos e a estrutura de espionagem formada dentro do universo ficcional. Maxwell havia assassinado o Besouro Azul para evitar que seus planos para utilizar o satélite "Brother I" e os robôs OMAC fosse revelado. The OMAC Project #3 terminava com a revelação de que Lord havia sido bem-sucedido em dominar Superman. A minissérie fora planejada de forma que a publicação da terceira edição coincidisse com o início da publicação de Sacrifice e, da mesma forma, a publicação da conclusão de Sacrifice em Wonder Woman #219 e da quarta edição da minissérie também coincidiram intencionalmente.
As quatro capas de cada edição de Sacrifice foram produzidas de forma a retratar a relação entre si. Em Action Comics #829 Superman é retratado na mesma pose que em Superman #219 e Adventures of Superman #642, mas enfrentando um vilão diferente. Em Wonder Woman #219 a arte é invertida, e Superman é retratado sempre enfrentado pela Mulher-Maravilha. O final da revista, em que a heroína assassina Lord para impedir que ele continuasse a controlar Superman é determinante para a continuação de The OMAC Project.
O início de The OMAC Project #4 retrata a mesma cena que dos últimos quadros da quarta parte de Sacrifice: Maxwell Lord no chão, morto após ter o pescoço quebrado pela Mulher-Maravilha. A partir da morte de Maxwell, se desenvolveu a trama das edições restantes da minissérie, que levam ao início dos eventos retratados em Crise Infinita. Action Comics não teria mais histórias relacionadas aos eventos de Projeto OMAC.

### Os antagonistas usados por Simone e a minissérie "Vilões Unidos"
A segunda trama relacionada à Crise Infinita era ligada à minissérie Vilões Unidos, também escrita por Simone, e era algo que estava sendo planejado pela própria desde o primeiro momento em que começou a elaborar suas histórias para a revista. A intenção de Simone era escrever histórias que apresentassem vilões diferentes, incluindo introduzindo novos personagens — "Eu já sabia, mas trabalhar em 'Vilões Unidos' me confirmou isso: o Universo DC é lotado de lunáticos que precisam tentar a sorte contra o grandão [Superman]. Há todo tipo de pessoas detestáveis semi-esquecidas [dentre os vilões] esperando para serem agredidas", disse, em entrevista publicada à época.
Simone teve a ideia de incluir os vilões Adão Negro e Dr. Psycho numa trama que pudesse ser lida independentemente da minissérie, rejeitando inclusive o rótulo de "crossover" para a história — "Eu entendo que parte disso é nossa culpa, pois na indústria [de histórias de quadrinhos
] rotulamos participações especiais como 'crossovers' ou 'tie-ins', e então os leitores ficam céticos. Mas eu tento fazer algo diferente, e se tenho uma boa história, eu gostaria que ela se sustentasse sozinha. Você não precisa ler 'Vilões Unidos' para entender que o Dr. Psycho é um nojento e que Adão é um anti-herói em conflito. Eu não acho que [as duas edições envolvendo os personagens] deveriam ser rotuladas como 'crossovers'. São apenas uma história divertida com personagens que também aparecem em outras revistas", disse em entrevista realizada após ter sido anunciada sua saída da revista.

### Término prematuro e sucessão

Curto-Circuito na capa de Action Comics #835. Arte por Kalman Andrasofszky.

Action Comics #835 foi a última edição produzida pela dupla, e apresentou a introdução da vilã Curto-Circuito nas histórias em quadrinhos. A personagem fora originalmente criada para a série Superman: The Animated Series e tem sua origem adaptada por Simone.
O anúncio da saída de Simone e Byrne foi visto como uma surpresa, pois ambos pretendiam continuar na revista, e não haviam sido avisados quando foram contratados de que ficariam na revista por menos de um ano.
Byrne teria se irritado com a dispensa da série, declarando de forma irônica que ele e Simone haviam sido contratados, sem saber, para trabalharem como um filler na série. Posteriormente Byrne afirmaria não ter sido avisado de que eles haviam sido contratados apenas para preencher o espaço deixado até a próxima equipe que viesse a assumir a revista, e que se soubesse dessas condições antes, teria recusado participar. Simone se mostraria triste com o anúncio de sua dispensa da revista, mas se mostrou compreensiva com a situação.
"(...) o escritório responsável pelo Superman é o mais movimentado e ocupado da DC. Acredito que com toda essa confusão da Crise batendo na porta, a omissão desse aspecto do acordo tenha sido não-proposital. Fico triste porque estava apaixonada pelo Super e seus colegas e trabalhar com John (Byrne) foi um estouro"— Gail Simone, sobre a surpresa ao ver que fora anunciado que não continuaria escrevendo Action Comics.
Em fevereiro de 2006 foi publicada Superman, This Is Your Life em Superman #226, Action Comics #836 e Adventures of Superman #649, trama integralmente escrita por Joe Kelly e relacionada aos eventos da quinta edição de Crise Infinita, quando Superman enfrenta o Superman da Terra 2. A trama inspira-se em Whatever Happened to the Man of Tomorrow? e conta a origem e os principais eventos da história dos dois personagens. Em março, após a conclusão de Crise Infinita, o próprio escritor do evento, Geoff Johns, assume os roteiros de Action ao lado de Kurt Busiek, para escrever o arco de história Up, Up and Away! e, partir dessa primeira história, continuaria até 2009, com a publicação de Superman: Secret Origin.

## Lista de edições
| # | Ed. | Título                                                   | No Brasil           | Roteiro                   | Desenhos   | Arte-final                          |
| --- | --- | -------------------------------------------------------- | ------------------- | ------------------------- | ---------- | ----------------------------------- |
| 1 | 827 | "Strange Attractions, Part 1"                            | Atratores Estranhos | Gail Simone               | John Byrne | Nelson DeCastro                     |
| Em Star City, a heroína aposentada "Aura", ex-participante da "Festa", é atacada por uma misteriosa mulher que se identifica como "Repulsão" e diz querer acabar com todos os outros seres que tem poderes "magnéticos"; Na África, Superman ajuda uma tribo de samburus a repelir uma investida militar, e, ao retornar para Metrópolis pela manhã, encontra Lois Lane ainda adormecida. Os dois conversam brevemente, pois ela vai se encontrar com o novo estagiário do Planeta Diário, Willis, para cobrir um evento político; e ele decide se dedicar a escrever um texto sobre a situação africana, um possível esboço para um livro. No Planeta Diário, o fotojornalista Jimmy Olsen ainda tem dificuldades em lidar com a demoção de Clark Kent e sua substituição por Jack Ryder na redação do jornal, quando é designado por Perry White para cobrir um ataque em andamento pelo vilão "Doutor Polaris" ao lado do Josef Schuman, um outro funcionário do jornal. Quando Superman surge para deter Polaris, o vilão afirma estar sendo atacado por "Repulsão", mas só ele consegue enxergá-la. Um ataque deixa Superman cego, mas ainda assim ele consegue levar Polaris para o topo de uma ponte sobre a baía da cidade, onde estando os dois sozinhos, questiona o vilão sobre a inexistência de outra pessoa, e é aí que Polaris revela ser na verdade, "Repulsão". |     |                                                          |                     |                           |            |                                     |
| 2 | 828 | "Strange Attractions, Part Two: Positive Reinforcements" | Reforço Positivo    | Simone                    | Byrne      | Nelson                              |
| Continuação da história anterior. Na persona de "Repulsão", o vilão "Doutor Polaris" lança um carro contra Superman, incapaz de enxergar após ter sido atacado e afetada a sua percepção da luz visível no espectro eletromagnético. Superman consegue resgatar a passageira do carro, e falando espanhol, pede que ela fuja do local. É quando "Repulsão" começa a destruir a estrutura metálica da ponte para usá-la contra "Polaris", que Superman precisa impedir que o vilão assassine a si mesmo, e na tentativa encontrar a origem do transtorno de personalidade de Polaris, descobre que "Repulsão" era uma manifestação da infância traumatizante do vilão, criado por uma tia abusiva, e assim consegue derrotá-lo, com a ajuda de Schuman e Jimmy Olsen. Mas, antes que Superman possa tomar alguma providência, Adão Negro e Zoom, o "Flash Reverso" surgem para resgatar Polaris, e o herói, sem tempo para enfrentá-los, permite que Zoom escape enquanto Adão o auxilia a reparar a ponte e impedir um desmoronamento que ceifaria dezenas de vidas. Adão se despede do herói dizendo a Superman que "um confronto entre sua comunidade [de heróis] e aqueles que você quer controlar é iminente". Enquanto isso, após o discurso realizado pelo Deputado Mark Shepard na inauguração do "Centro da Juventude Leste de Metrópolis", Lois Lane questiona o político sobre os desvios de verbas públicas na construção na frente de toda a imprensa presente. Shepard e sua equipe de segurança forçam Lane e Wilis a um local isolado, e humilhado, ele exige que a repórter publique uma retratação público, caso contrário vai buscar formas de se vingar dela. Após o incidente, Lane retorna para casa, e lê o esboço deixado pelo marido. Quando Superman chega em casa, ambos compartilham as dificuldades que enfrentaram durante o dia. |     |                                                          |                     |                           |            |                                     |
| 3 | 829 | "Sacrifice, part two: End of Identity"                   | Fim da Identidade   | Simone                    | Byrne      | Nelson                              |
| Continuação da história de Superman #219. Superman é confrontado por parte da Liga da Justiça. Ele tenta se lembrar do motivo pelo qual suas mãos estão ensanguentadas, e narra para a equipe um suposto confronto com Darkseid, mas quando é transportado pela equipe para o quartel-general da Liga, descobre que, na verdade, havia enfrentado Batman, que está gravemente ferido; Em Metrópolis, o Caçador de Marte vai até a residência de Clark Kent e Lois Lane, para garantir que Superman não ataque a própria esposa, sem perceber que um funcionário do Deputado Shepard está de tocaia do lado de fora, aguardando uma oportunidade para atacar Lane. O Caçador se despede para encontrar o restante da Liga. A história continua em Adventures of Superman #642. |     |                                                          |                     |                           |            |                                     |
| 4 | 830 | "The Great Society"                                      | A Alta Sociedade    | Simone                    | Byrne      | Nelson e Larry Stucker              |
| O Doutor Psycho é enviado pela Sociedade Secreta de Supervilões até Metrópolis para investigar o comportamento errático de Superman, que havia destruído sem motivo aparente uma rua no centro da cidade. No voo a caminho, ele acaba se irrita com o comentários feitos acerca do seu nanismo por uma passageira e seu filho, e decide usar seus poderes psíquicos para controlar mentalmente todos os passageiros, forçando-os a demonstrar um amor excessivo por Superman após desembarcarem, e o vilão começa a causar um caos tão um grande pela cidade que Lex Luthor designa Adão Negro para forçá-lo a voltar para o quartel-general da Sociedade antes que revele ao mundo a existência da organização; Superman enfrenta o vilão Estilhaço, que tentava assaltar um banco, e é atrapalhado por parte da pessoas dominadas, que o agarram ao vê-lo, ou buscam formas de chamar sua atenção, se jogando de prédios, sem saber que Psycho estava por trás dos eventos. Ao derrotar Estilhaço, ele revela a verdade, mas quando Superman vai enfrentar Psycho, encontra Adão Negro com ele. Enquanto isso, Lois Lane telefona para Lana Lang, ex-primeira-dama dos Estados Unidos, pedindo ajuda para Superman. |     |                                                          |                     |                           |            |                                     |
| 5 | 831 | "Black & Blue"                                           | Negro & Azul        | Simone                    | Byrne      | Nelson                              |
| Continuação da história anterior. Lois Lane vai até o apartamento de Lana Lang, para que ela use seus contatos junto ao Pentágono para descobrir informações sobre as atividades do Doutor Psycho e de Adão Negro, e lhes é revelada a existência da Sociedade Secreta de Supervilões. Lois desconhece que está sendo seguida por um funcionário do Deputado Shepard. Quando Shepard descobre do encontro de Lane com a ex-primeira-dama, ordena que ela "desapareça para sempre". Superman enfrenta Adão e Pscyho, e é avisado por Lois da existência da Sociedade. Psycho exige sua liberdade em troca de desfazer o domínio mental sobre as pessoas de Metrópolis, e Superman concorda. Paralelamente, numa continuação dos eventos narrados em Superman #221, o "Flash Reverso" é desafiado por Bizarro para uma corrida ao redor do planeta. Após conseguir vencer, ele consegue convencer Bizarro a entrar para Sociedade. |     |                                                          |                     |                           |            |                                     |
| 6 | 832 | "Old Ghosts"                                             | Velhos Fantasmas    | Dan Abnett e Andy Lanning | Byrne      | Nelson                              |
| Edição relacionada aos eventos retratados na minissérie Dia de Vingança. Na noite de Halloween, a entidade "Espectro" vai até a cidade de Metrópolis, causando uma "tempestade sobrenatural" que faz com que fantasmas ataquem a população da cidade. Lois Lane e Willis cobrem as manifestações de fantasmas no subúrbio, enquanto Superman se desloca ao alvo de Espectro: a "torre Newstime". Ali, ele descobre que o dono do conglomerado de mídia, Colin Thornton, é na verdade o vilão "Satanus", contra quem Espectro busca vingança. Thornton/Satanus usou o contrato de trabalho com os empregados da Newstime para tomar suas almas, e, para salvá-los, Superman oferece sua própria alma ao vilão. Satanus liberta as pessoas, mas não consegue se apossar da alma de Superman por ela ter sido oferecida voluntariamente. Sem poderes, ele é facilmente destruído pelo Espectro, que após vingar-se, vai embora da cidade. Antes do Espectro desaparecer, Lane dirige em alta velocidade por uma ponte, com Willis ao seu lado, correndo para alcançar Metropólis, a fim de permitir que Willis consiga fotografar a colossal aparição. Um raio atinge a van no momento em que Willis se debruçava com sua câmera na janela, lançando-o para longe, e derrubando o veículo próximo ao esgoto. Lane fica presa nas ferragens, e quando fantasmas atacam o carro, ela é aparentemente salva pelo espírito de seu pai, Sam Lane, que ordena que a deixem em paz. Sozinhos, pai e filha discutem até o amanhecer sobre o conflituoso relacionamento que tiveram, e Lois afirma que nunca se sentia amada pelo próprio pai. O espírito se despede, e após ambos declararem que se amam, ele diz que não poderia continuar com a filha após o nascer do sol, e desaparece, momento em que Superman vê Espectro esmagar Satanus com seu punho, e voa em direção ao carro de Lois, resgatando-a. Após o nascer do sol, a cidade está livre dos fantasmas, e Superman voa com Lois para longe, enquanto Sam Lane é mostrado caminhando pela cidade. |     |                                                          |                     |                           |            |                                     |
| 7 (6) | 833 | "The Depths"                                             | Profundezas         | Simone                    | Byrne      | Nelson, Stucker e Norm Rapmund      |
| Superman escuta as diferentes frequências de rádio de Metropólis, ouvindo a apresentadora "Leslie Willis" fazer comentários negativos sobre suas atividades comos super-herói, e acaba tomando conhecimento de um acidente envolvendo um submarino na dorsal oceânica "Juan de Fuca", no Oceano Pacífico. Superman consegue resgatar a tripulação e levá-los em segurança para o Hospital Geral de Metrópolis, onde encontra com Jimmy Olsen, que está fazendo uma reportagem sobre o acidente. Jimmy apresenta seu colega, Josef Schuman, para Superman, e Schuman convida o herói para um jantar com sua família. Ainda no hospital, Superman é atacado pela criatura responsável pelo "acidente", a vilã "Rainha de Fábulas", que quer convencer Superman a se casar com ela, e para isso utiliza criaturas retiradas de contos de fadas. Superman consegue derrotar a primeira investida da vilã, dentro de um cenário medieval "construído" dentro do hospital, e ela se retira, planejando contra-atacar utilizando criaturas do folclore kryptoniano. Enquanto isso, durante uma investigação sobre imigração ilegal na zona portuária de Metrópolis, Lois Lane encontra com um funcionário do Deputado Shepard. Após aceitar o convite para uma reunião, Lane é levada à força até o aterro municipal, onde começa a lutar para se desvencilhar de uma ameaça de morte. Conseguindo despistar os dois atacantes, ela encontra um carro passando próximo ao local, e se surpreende ao encontrar Willis, o estagiário do Planeta Diário, dirigindo-o. Ela pede socorro, e Willis dispara duas vezes. |     |                                                          |                     |                           |            |                                     |
| 8 (7) | 834 | "Awake in the Dark"                                      | Medo de Dormir      | Simone                    | Byrne      | Nelson, Marc Campos e Oclair Albert |
| Continuação da história anterior. Clark Kent investiga relatos de uma suposta alucinação coletiva no hospital de Metrópolis, onde todos o médicos e pacientes de uma ala se viram dentro de um castelo medieval, para tentar levar uma matéria até Perry White, o editor-chefe do Planeta Diário, que o havia demovido para o plantão policial. Ao chegar na redação do jornal, encontra White dominado pela Rainha de Fábulas, e a vilã exige que Superman se case com ela. Superman tenta argumentar, e ela lhe revela que Lois Lane fora sequestrada por "um jovem com uma falha de caráter", e que ela estaria observando a situação. Lois Lane é retratada amarrada por Willis, que a ameaça com uma faca serrilhada. Superman é levado para o interior de uma fábula, e enfrenta um "snagriff", um dragão kryptoniano, "a bruxa do rio listrado" e as criaturas do "poço dos afogados" e "os guerreiros do candelabro encantado", elementos do folclore de seu planeta de origem. Após vencer todos os desafios, Superman pede a Rainha de Fábulas que o liberte para se encontrar com a mulher por quem é apaixonado, e ela o deixa ir embora para procurar Lois Lane |     |                                                          |                     |                           |            |                                     |
| 9 (8) | 835 | "Overview"                                               | Loucura Contagiante | Simone                    | Byrne      | Nelson                              |
| A radialista Leslie Willis é demitida de seu programa na WKRN. O proprietário da emissora, Miguel Sendoza, afirma que não pretende ter entre seus funcionários uma pessoa que fale tão mal de Superman, a quem ele agradecia por ter salvado sua esposa durante o ataque do Doutor Polaris na ponte da baía da cidade na semana anterior. Contrariada, Leslie sai do edifício, e começa a manifestar poderes elétricos. Superman acorda no meio de um beco, e começa a procurar por Lois Lane, mas é atacado por Leslie, que adotando a identidade de "Curto-Circuito", o enfrenta pela cidade e durante a luta lhe revela que fora seu irmão quem havia sequestrado Lois. Superman consegue derrotar Curto-Circuito e após deixá-la com dois policiais, consegue voar rápido o suficiente para impedir que Willis atinja Lois. Com os dois irmãos derrotados, Lois e Clark voam embora. Ela escreve uma matéria contra o Deputado Shepard, e ele se prepara para, como Superman, se encontrar com a família Schuman para um jantar no sabá. Durante a refeição, Superman compartilha com Josef e sua esposa que são as pessoas extraordinários que dedicam suas vidas para ajudar os outros — como médicos, professores, e o próprio Josef, que ajudou Jimmy durante o confronto com Doutor Polaris — que o inspiram, e não o contrário. |     |                                                          |                     |                           |            |                                     |

## Repercussão e análise

### A arte de Byrne e a arte-final de Nelson DeCastro
Simone atribuiria o sucesso das histórias à arte de Byrne, que estaria diferente do que ele havia mostrado em outras séries lançadas pouco antes  da revista. O próprio Byrne reconheceria que seu trabalho na série estava diferente, apresentando um traço mais angular. Byrne havia sido muito criticado pela arte inferior que teria apresentado na minissérie Superman & Batman: Gerações e na revista Wonder Woman e a qualidade elogiável de seu trabalho em Action Comics era vista como "uma resposta aos detratores". Entretanto, após Byrne disponibilizar em seu site particular a arte que havia produzido originalmente para as revistas, comparativos entre o trabalho original e o que havia sido publicado começaram a ocorrer. As mudanças eram significativas: embora não tivesse sido determinado se as alterações foram motivadas por uma imposição da editora, Nelson havia efetivamente redesenhado a série, mudando expressões faciais e poses. A própria caracterização de Superman fora alterada para que ele fosse retratado como um homem mais maduro, de idade mais avançada do que retratado por Byrne
Inicialmente, Byrne afirmaria não ter comparado o seu trabalho à lápis enviado para a editora com o que fora efetivamente publicado, mas posteriormente se mostraria muito insatisfeito com a situação.

### Impacto nas vendas deAction Comics
As histórias tiveram uma boa aceitação pelo público, e a tiragem das edições continuadamente se esgotava. As três primeiras edições receberam maior atenção da imprensa pelo esgotamento de suas tiragens. A primeira edição, Action Comics #827, vendeu cerca de 44 mil exemplares no mês de seu lançamento, maio de 2005
 e a segunda edição da dupla venderia similar quantidade de exemplares. A terceira edição seria ainda mais bem-sucedida: Venderia mais de 63 mil exemplares em julho de 2005e 13 mil exemplares adicionais nos dois meses seguintes.
As edições seguintes se mantiveram entre as 50 revistas mais vendidas nos meses de seus respectivos lançamentos. Action Comics #830 vendeu 48 465 exemplares em agosto de 2005 e a edição 831 vendeu 55 282 exemplares no mês seguinte. As demais edições mantiveram resultados razoáveis, mas cada vez menores: foram 47 937 exemplares em outubro, 44 612 exemplares em novembro, 42 565 exemplares e dezembro e apenas 41 100 exemplares no lançamento da última edição, Action Comics #835